# Dongluqiao (sockenhuvudort i Kina, Hebei Sheng, lat 36,68, long 115,34)
Dongluqiao (kinesiska: 东路桥, 路桥乡, 路桥) är en sockenhuvudort i Kina. Den ligger i provinsen Hebei, i den norra delen av landet, omkring 370 kilometer söder om huvudstaden Peking. Antalet invånare är 36 889. Befolkningen består av 18 881 kvinnor och 18 008 män. Barn under 15 år utgör 26,0 %, vuxna 15-64 år 66 %, och äldre över 65 år 6,0 %.
Runt Dongluqiao är det tätbefolkat, med 570 invånare per kvadratkilometer. Dongluqiao är det största samhället i trakten. Trakten runt Dongluqiao består till största delen av jordbruksmark.
Genomsnittlig årsnederbörd är 618 millimeter. Den regnigaste månaden är juli, med i genomsnitt 214 mm nederbörd, och den torraste är januari, med 4 mm nederbörd.